# (32156) 2000 MY
2000 أم واي (ويعرف أيضًا باسم (32156) 2000 أم واي وفق تسمية الكوكب الصغير) (بالإنجليزية: 2000 MY)‏ هو كويكب ضمن حزام الكويكبات؛ وترتيبه 32156 من حيث الاكتشاف.
اكتُشف هذا الجُرم الفلكي بواسطة جون بروفتون في 24 يونيو 2000.

## وصلات خارجية
- (32156) 2000 MY في قاعدة بيانات مختبر الدفع النفاث لأجرام النظام الشمسي الصغيرة

- الاكتشاف · مخطط المدار ·  العناصر المدارية · المعلمات المادية

- (32156) 2000 MY على موقع ويكي سكاي: DSS2, SDSS, GALEX, IRAS, Hydrogen α, X-Ray, Astrophoto, Sky Map, Articles and images